# فرفرية مجسوسة
فرفرية مجسوسة أو فرفرية محسوسة (بالإنجليزية: Palpable purpura)‏ هي حالةٌ تكون فيها الفرفرية مُرتفعةً ويُمكن لمسها أو الشعور بها عند الجس، والفرفرية تكون عبارة عن نزف مرئي غير قابلٍ للتبييض. تُشير هذه الفرفرية إلى وجود نوعٍ من الالتهابات الوعائية الثانوية، أو وجود مرضٍ خطير.

## الأسباب
تحدث لعدة أسبابٍ، منها:
- حمى الجبال الصخرية المبقعة
- مرض المكورات السحائية الحادة
- عدوى المكورات البنية المنتثرة
- إكثيمة غنغرينية
- فرفرية هينوخ-شونلاين
- متلازمة شيرغ ستراوس
- التهاب الشرايين العقدي المتعدد
- التهاب الأوعية الصغيرة في الجلد
- التهاب الأوعية المجهري
- وجود الغلوبيولينات البردية في الدم
- التهاب الشغاف الجرثومي دون الحاد

## التشخيص
يجب تشخيص الحالة المُسببة لها.

## العلاج
يجب مُعالجة الحالة المُسببة لها.